# Balón de Oro 2022
El Balón de Oro 2022 (en francés: Ballon d'Or) fue la sexagésimosexta edición del galardón entregado por la revista francesa France Football a los mejores futbolistas del año 2022. La ceremonia de entrega del premio tuvo lugar el lunes 17 de octubre de 2022.
En este formato se incluyó como novedad que los galardones se entregarían acorde al rendimiento de la temporada 2021-2022, y no respecto al año natural de 2022, como venía ocurriendo hasta ahora. El 12 de agosto, France Football publicó la lista de los 30 jugadores, que optan a ganar el Balón de Oro.
El 21 de octubre se publicaron los puntajes obtenidos por los candidatos; el vencedor, Karim Benzema, consiguió un total de 549 puntos de 558 posibles, convirtiéndose esta en una de las puntuaciones más altas del galardón a nivel histórico.

## Balón de Oro (Masculino)
| Pos. | Jugador                | Club (es)                         | Puntos | % Votos |
| ---- | ---------------------- | --------------------------------- | ------ | ------- |
| 1    | Karim Benzema          | Real Madrid                       | 549    | 36.89%  |
| 2    | Sadio Mané             | Bayern Múnich                     | 193    | 12.97%  |
| 3    | Kevin De Bruyne        | Manchester City                   | 175    | 11.76%  |
| 4    | Robert Lewandowski     | Bayern Múnich Barcelona           | 170    | 11.42%  |
| 5    | Mohamed Salah          | Liverpool                         | 116    | 7.79%   |
| 6    | Kylian Mbappé          | París Saint-Germain               | 85     | 5.71%   |
| 7    | Thibaut Courtois       | Real Madrid                       | 82     | 5.51%   |
| 8    | Vinícius Júnior        | Real Madrid                       | 61     | 4.09%   |
| 9    | Luka Modrić            | Real Madrid                       | 20     | 1.34%   |
| 10   | Erling Haaland         | Borussia Dortmund Manchester City | 18     | 1.20%   |
| 11   | Son Heung-min          | Tottenham Hotspur                 | 5      | 0.33%   |
| 12   | Riyad Mahrez           | Manchester City                   | 4      | 0.26%   |
| 13   | Sébastien Haller       | Ajax Ámsterdam Borussia Dortmund  | 2      | 0.13%   |
| 14   | Rafael Leão            | Milan                             | 2      | 0.13%   |
| 15   | Fabinho                | Liverpool                         | 2      | 0.13%   |
| 16   | Virgil van Dijk        | Liverpool                         | 1      | 0.06%   |
| 17   | Casemiro               | Real Madrid Manchester United     | 1      | 0.06%   |
| 18   | Dušan Vlahović         | Fiorentina Juventus               | 1      | 0.06%   |
| 19   | Luis Díaz              | Porto Liverpool                   | 1      | 0.06%   |
| 20   | Cristiano Ronaldo      | Manchester United                 | 0      | 0.00%   |
| 21   | Harry Kane             | Tottenham Hotspur                 | 0      | 0.00%   |
| 22   | Trent Alexander-Arnold | Liverpool                         | 0      | 0.00%   |
| 23   | Phil Foden             | Manchester City                   | 0      | 0.00%   |
| 24   | Bernardo Silva         | Manchester City                   | 0      | 0.00%   |
| 25   | Joshua Kimmich         | Bayern Múnich                     | 0      | 0.00%   |
| 26   | Mike Maignan           | Milan                             | 0      | 0.00%   |
| 27   | Antonio Rüdiger        | Chelsea Real Madrid               | 0      | 0.00%   |
| 28   | João Cancelo           | Manchester City                   | 0      | 0.00%   |
| 29   | Christopher Nkunku     | RB Leipzig                        | 0      | 0.00%   |
| 30   | Darwin Núñez           | Benfica Liverpool                 | 0      | 0.00%   |

## Balón de Oro (Femenino)
| Pos. | Jugador                 | Club (es)                    | Puntos | % Votos |
| ---- | ----------------------- | ---------------------------- | ------ | ------- |
| 1    | Alexia Putellas         | Barcelona                    | 178    |         |
| 2    | Beth Mead               | Arsenal                      | 152    |         |
| 3    | Sam Kerr                | Chelsea                      | 74     |         |
| 4    | Lena Oberdorf           | VfL Wolfsburgo               |        |         |
| 5    | Aitana Bonmatí          | Barcelona                    |        |         |
| 6    | Alexandra Popp          | VfL Wolfsburgo               |        |         |
| 7    | Ada Hegerberg           | Olympique de Lyon            |        |         |
| 8    | Wendie Renard           | Olympique de Lyon            |        |         |
| 9    | Catarina Macario        | Olympique de Lyon            |        |         |
| 10   | Lucy Bronze             | Manchester City Barcelona    |        |         |
| 11   | Vivianne Miedema        | Arsenal                      |        |         |
| 12   | Christiane Endler       | Olympique de Lyon            |        |         |
| 13   | Alex Morgan             | Orlando Pride San Diego Wave |        |         |
| 14   | Selma Bacha             | Olympique de Lyon            |        |         |
| 15   | Millie Bright           | Chelsea                      |        |         |
| 16   | Asisat Oshoala          | Barcelona                    |        |         |
| 17   | Marie-Antoinette Katoto | Paris Saint-Germain          |        |         |
| 18   | Trinity Rodman          | Washington Spirit            |        |         |
| 19   | Fridolina Rolfö         | Barcelona                    |        |         |
| 20   | Kadidiatou Diani        | Paris Saint-Germain          |        |         |

## Trofeo Kopa
| Pos. | Jugador           | Club (es)                      | Puntos | % Votos |
| ---- | ----------------- | ------------------------------ | ------ | ------- |
| 1    | Gavi              | FC Barcelona                   | 59     |         |
| 2    | Eduardo Camavinga | Real Madrid CF                 | 51     |         |
| 3    | Jamal Musiala     | Bayern de Múnich               | 47     |         |
| 4    | Jude Bellingham   | Borussia Dortmund              | 31     |         |
| 5    | Nuno Mendes       | Paris Saint-Germain            | 9      |         |
| 6    | Joško Gvardiol    | RB Leipzig                     | 3      |         |
| 6    | Ryan Gravenberch  | AFC Ajax Bayern de Múnich      | 3      |         |
| 8    | Bukayo Saka       | Arsenal FC                     | 3      |         |
| 9    | Karim Adeyemi     | FC Salzburgo Borussia Dortmund | 1      |         |
| 10   | Florian Wirtz     | Bayer Leverkusen               | 0      |         |

## Trofeo Yashin

### Nominados
| Pos. | Jugador          | Club (es)           | Puntos | % Votos |
| ---- | ---------------- | ------------------- | ------ | ------- |
| 1    | Thibaut Courtois | Real Madrid CF      |        |         |
| 2    | Alisson Becker   | Liverpool FC        |        |         |
| 3    | Ederson Moraes   | Manchester City     |        |         |
| 4    | Édouard Mendy    | Chelsea FC          |        |         |
| 5    | Mike Maignan     | AC Milan            |        |         |
| 6    | Kevin Trapp      | Eintracht Frankfurt |        |         |
| 7    | Manuel Neuer     | Bayern de Múnich    |        |         |
| 8    | Jan Oblak        | Atlético de Madrid  |        |         |
| 9    | Yassine Bounou   | Sevilla FC          |        |         |
| 10   | Hugo Lloris      | Tottenham Hotspur   |        |         |

## Otros premios

### Premio Sócrates
Este premio se otorgó al jugador o jugadora que llevó a cabo la acción solidaria o de conciencia social más destacada del último tiempo. Su nombre rinde homenaje al exfutbolista brasileño Sócrates. 
Lo ganó el senegalés Sadio Mané, reconocido como uno de los jugadores más solidarios del mundo, habiendo financiado incluso la construcción de un hospital y una escuela en su ciudad natal, Sédhiou.

### Premio Gerd Müller
Este premio se otorgó al mejor delantero del año, teniendo en cuenta el nivel dado en su club y selección nacional. Rinde homenaje al histórico delantero Gerd Müller. 
Lo ganó el polaco Robert Lewandowski, tras anotar 50 goles con el Bayern de Múnich.

### Premio al Mejor Equipo
Este premio se otorgó al mejor equipo de la temporada 2021-2022. 
El premio lo ganó el Manchester City, que consiguió ganar la Premier League.
El segundo puesto se lo quedó el Liverpool FC, que quedó segundo en la Premier League y finalista de la Champions League.
El Real Madrid, que ganó LaLiga y la competición más importante a nivel de clubes de Europa, la Champions League, quedó en tercer puesto.